# بابا محمدی
بابا محمدی (زاده ۲۵ بهمن ۱۳۶۹ در شهریار) یک بازیکن فوتبال اهل ایران است که در پست مهاجم بازی می‌کند.